# Testosterone (dùng trong y tế)
Testosterone (T) là một loại thuốc và hoocmon steroid tự nhiên. Nó được sử dụng để điều trị suy sinh dục nam và một số loại ung thư vú. Nó cũng có thể được sử dụng để tăng khả năng thể thao ở dạng doping. Hiện chưa rõ liệu việc sử dụng testosterone cho mức độ thấp do lão hóa là có lợi hay có hại. Testosterone có thể được sử dụng dưới dạng gel hoặc miếng dán được bôi lên da, tiêm cơ bắp, viên thuốc được đặt trong má hoặc viên thuốc được uống qua miệng.
Tác dụng phụ thường gặp của testosterone bao gồm mụn trứng cá, sưng và nở ngực ở nam giới. Tác dụng phụ nghiêm trọng có thể bao gồm nhiễm độc gan, bệnh tim và thay đổi hành vi. Phụ nữ và trẻ em bị phơi nhiễm có thể phát triển nam tính hóa. Khuyến cáo rằng những người bị ung thư tuyến tiền liệt không nên sử dụng thuốc này. Nó có thể gây hại cho em bé nếu được sử dụng trong khi mang thai hoặc cho con bú. Testosterone thuộc họ thuốc androgen.
Testosterone lần đầu tiên được phân lập vào năm 1935 và được chấp thuận cho sử dụng y tế vào năm 1939. Tỷ lệ sử dụng đã tăng ba lần ở Hoa Kỳ từ năm 2001 đến năm 2011  Nó nằm trong Danh sách các loại thuốc thiết yếu của Tổ chức Y tế Thế giới, loại thuốc hiệu quả và an toàn nhất cần có trong hệ thống y tế. Nó có sẵn như là một loại thuốc chung chung. Giá cả phụ thuộc vào liều lượng và hình thức của sản phẩm. Năm 2016, đây là loại thuốc được kê đơn nhiều thứ 146 tại Hoa Kỳ với hơn 4 triệu đơn thuốc.